# Signaturenlehre

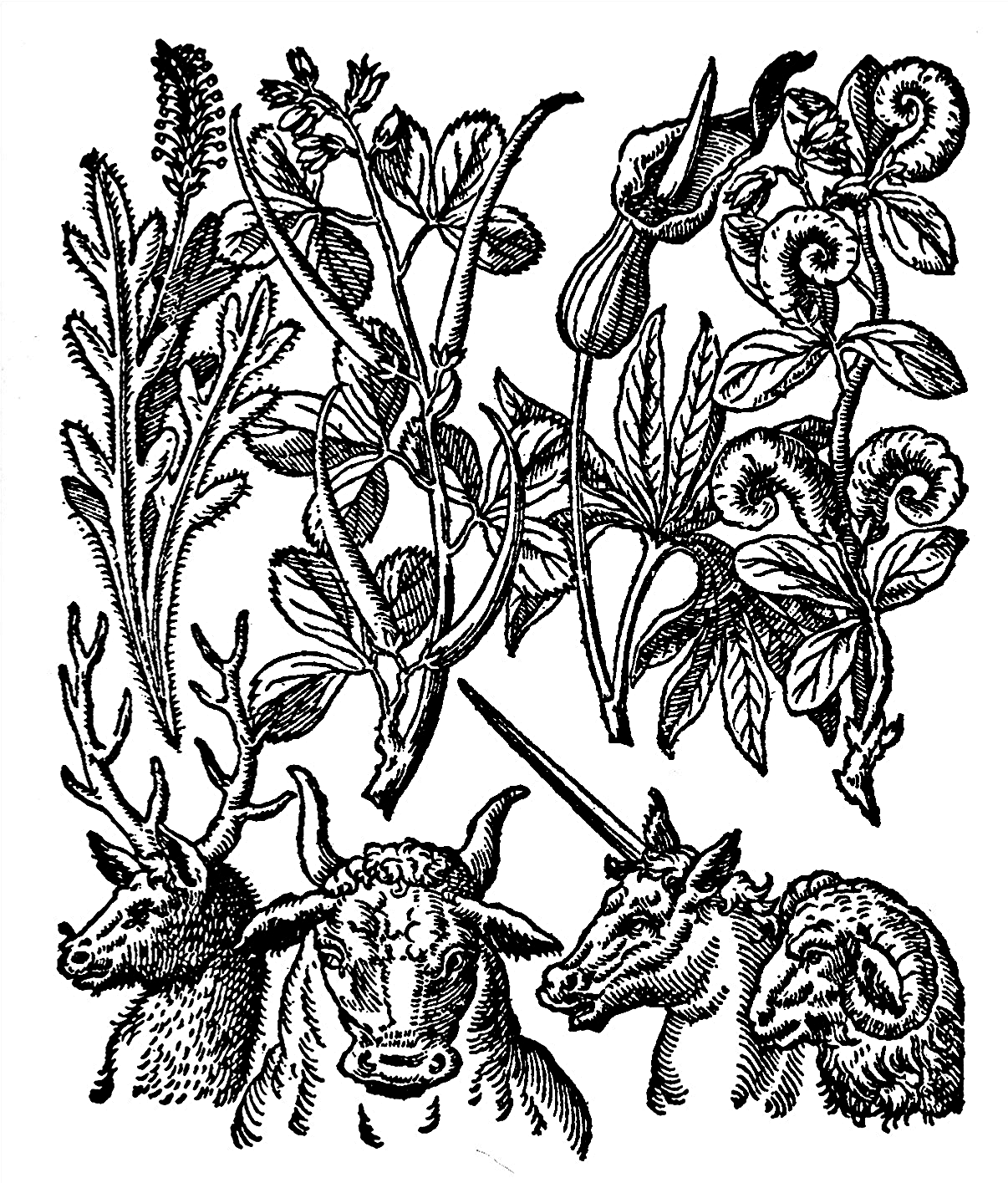
Sympathien zwischen Pflanzen und Tieren (Holzschnitt nach Auffassung Giambattista della Portas, 16. Jahrhundert)

Die Signaturenlehre oder Lehre von den Signaturen (lateinisch signatura rerum; von signare „bezeichnen, kennzeichnen“) ist die Lehre von den Zeichen in der Natur, die als Merkmale auf Ähnlichkeiten, Verwandtschaften und innere Zusammenhänge hinweisen. Analogien bestehen demnach zwischen Form, Farbe, Charakter, Geruch, Geschmack, Standort, Entstehungszeit, humoralpathologischen und astrologischen Zuordnungen und vielen weiteren Aspekten. Die Signaturenlehre beruht auf einem kosmischen Denken in Entsprechungen (universale Sympathie bzw. Mikrokosmos-Makrokosmos-Lehre) – eine Bohne habe eine Heilwirkung bei Nierenleiden; die Form der Walnuss prädestinierte sie für Behandlungen des Gehirns; der gelbe Saft des Schöllkrauts wirke bei Gelbsucht – und ist als typische Denkform nicht-naturwissenschaftlicher Welterklärungsmodelle weltweit zu finden. Als Prinzip herrscht sie in der Mehrzahl traditioneller Heillehren, die solche Kosmologien als Rahmen voraussetzen.

## Geschichte
Die Signaturenlehre fand bereits im Altertum weite, unter anderem auch im alten China, Anwendung und war im späten Mittelalter in einer prototypischen Form als Denkungsart bereits stark verbreitet, geht aber in ihrer konkreten schriftlichen Formulierung in Europa auf Paracelsus (etwa bei der Ergründung der Arcana) und den neapolitanischen Arzt und Alchemisten Giambattista della Porta (1538–1615) zurück, der in seinem Buch Phytognomonica (eine „Physiognomik der Pflanzen“) anhand von Signaturen ein System von Zusammenhängen zwischen Pflanzen, Tieren und Gestirnen aufzeigt.

## Grundannahmen
Die Signaturenlehre beruht auf der Grundannahme, dass sämtliche Erscheinungen und Wesen miteinander in Beziehung stehen. Sie bilden quer zu der Einteilung in Gattungen und Arten Verwandtschaftssysteme mit gleichartigen Eigenschaften. Etwas modifiziert, aber mit gleichen Folgerungen, bestand die Signaturenlehre unter den Vorzeichen des Christentums: Die Welt war von Gott vollkommen und auf den Menschen hin geschaffen. Die Signaturen waren somit auch Werk dieses Schöpfers. Dem Menschen kam es zu, diese Zeichen zu erkennen und richtig zu deuten.
Als Signaturen gelten unter anderem: Geruch, Geschmack, Farbe, Gestalt, Struktur, Beschaffenheit, Standort, Wachstumsphase und Lebensdauer. Diese werden verschiedenen Kategorien wie Elementen, Planeten oder Eigenschaften zugeordnet. Demnach hat eine bitter schmeckende Pflanze eine Beziehung zum Element Feuer, das mit der Sonne in Verwandtschaft steht und – unter anderem – Umwandlung und Anregung von Stoffwechselprozessen bewirkt.
Die Signaturenlehre ist nicht nur in Europa bekannt. In der chinesischen und auch der ayurvedischen Medizin existieren ausgearbeitete Systeme der Zuordnungen nach Signaturen. So werden etwa in der chinesischen Medizin Geschmack, Geruch, Farbe, Tages- und Jahreszeiten, Elemente, Organe, Sinnesorgane und Körperteile unter anderem zu einem diagnostischen Konzept verbunden.

## Erfolge und Misserfolge der Signaturenlehre
Verteidiger verweisen auf eine Reihe von Fällen, bei denen moderne wissenschaftliche Untersuchungen die Anwendungsbereiche der Signaturenlehre bestätigten. Die Walnuss – wegen ihrer Ähnlichkeit mit einem menschlichen Hirn ein traditionelles Heilmittel bei Krankheiten des Kopfes – enthält tatsächlich für das Gehirn wertvolle Fettsäuren. Die Herbstzeitlose – wegen der Ähnlichkeit der Zwiebel mit einer gichtkranken Zehe gemäß der Signaturenlehre ein Mittel gegen Gicht – liefert tatsächlich wirksame Heilstoffe gegen diese Krankheit. Kritiker weisen jedoch auf die Zufälligkeit dieser Funde hin und führen an, dass sich für jeden Erfolg auch mehrere Beispiele nicht wirksamer Zuordnungen nachweisen lassen. So konnte beim Frauenmantel keine der dieser Pflanze zugesprochenen Wirkungen bei Frauenkrankheiten nachgewiesen werden. Auch das Lungenkraut, das wegen seiner getupften Blätter bei Lungenkrankheiten Verwendung fand, hat sich nach wissenschaftlichen Untersuchungen bis jetzt als weitgehend wirkungslos erwiesen. Zu den Heilmitteln der Signaturenlehre gehören zudem auch Mittel, die heute sehr seltsam anmuten. So empfahl Nicolas Lémery 1697 in einem damals aufsehenerregenden Arzneibuch den getrockneten und pulverisierten Schädel eines gewaltsam zu Tode gekommenen Menschen als Heilmittel gegen Hirnkrankheiten.